# 吴凤岭
吳鳳嶺（？—？）河南人，清末民初军事及政治人物，属于老北洋系。

## 生平
吴凤岭毕业于天津武备学堂。历任新建陆军右翼骑兵营队官。后升任陆军第四镇统制。1911年由王遇甲接任陆军第四镇统制。
中华民国成立后，曾任陆军第十八师师长、南阳镇守使等职。